# William Nichol
William Peter Nichol (født 29 maj 1901, død 8. februar 1955) var en britisk atlet som deltog i de olympiske lege 1924 i Paris.
Nichol vandt en sølvmedalje i atletik under OL 1924 i Paris. Han var med på det britiske stafethold som kom på en anden plads i 4 x 100 meter for mænd på tiden 41,2 bagefter USA som vandt med 41,0 hvilket var en ny verdensrekord. De andre på holdet var Harold Abrahams, Walter Plasseley og Lancelot Royle.